# Llista de topònims de Santa Maria de Besora
Llista de topònims (noms propis de lloc) del municipi de Santa Maria de Besora, a Osona
Informació actualitzada per un bot. Els canvis manuals es perdran quan s'actualitzi!

## castell
| imatge | Nom               | Ubicat a              | instància de | Detalls                      | coordenades                                                 | Protecció                                            | Commons (més fotos)       | Dades a WD                    |
| ------ | ----------------- | --------------------- | ------------ | ---------------------------- | ----------------------------------------------------------- | ---------------------------------------------------- | ------------------------- | ----------------------------- |
|        | Castell de Besora | Santa Maria de Besora | castell      | Estil: arquitectura romànica | 42° 07′ 25″ N, 2° 15′ 04″ E / 42.1236°N,2.25111°E 1023 msnm | bé d'interès cultural bé cultural d'interès nacional | Castell de Besora (Osona) | Modifica les dades a Wikidata |
|        | Castell de Beví   | Santa Maria de Besora | castell      | Estat: enderrocat o destruït | 42° 07′ 57″ N, 2° 14′ 41″ E / 42.132506°N,2.244664°E        | bé d'interès cultural bé cultural d'interès nacional |                           | Modifica les dades a Wikidata |

## església
| imatge | Nom                                          | Ubicat a              | instància de | Detalls                      | coordenades                                          | Protecció                                  | Commons (més fotos)                          | Dades a WD                    |
| ------ | -------------------------------------------- | --------------------- | ------------ | ---------------------------- | ---------------------------------------------------- | ------------------------------------------ | -------------------------------------------- | ----------------------------- |
|        | Ermita de Sant Moí                           | Santa Maria de Besora | església     | Estil: arquitectura romànica | 42° 08′ 01″ N, 2° 12′ 37″ E / 42.13374°N,2.21018°E   | bé integrant del patrimoni cultural català |                                              | Modifica les dades a Wikidata |
|        | Ermita de Sant Salvador                      | Santa Maria de Besora | església     | Estil: arquitectura romànica | 42° 07′ 03″ N, 2° 15′ 14″ E / 42.117364°N,2.253843°E | bé integrant del patrimoni cultural català |                                              | Modifica les dades a Wikidata |
|        | església inacabada de Besora                 | Santa Maria de Besora | església     |                              |                                                      | bé integrant del patrimoni cultural català |                                              | Modifica les dades a Wikidata |
|        | església parroquial de Santa Maria de Besora | Santa Maria de Besora | església     | Estil: arquitectura barroca  | 42° 07′ 36″ N, 2° 15′ 26″ E / 42.126763°N,2.257147°E | bé integrant del patrimoni cultural català | Església parroquial de Santa Maria de Besora | Modifica les dades a Wikidata |

## font
| imatge | Nom                        | Ubicat a              | instància de | Detalls | coordenades                                                       | Protecció | Commons (més fotos) | Dades a WD                    |
| ------ | -------------------------- | --------------------- | ------------ | ------- | ----------------------------------------------------------------- | --------- | ------------------- | ----------------------------- |
|        | font del Gorg de la Guilla | Santa Maria de Besora | font         |         | 42° 07′ 30″ N, 2° 17′ 06″ E / 42.124964524719°N,2.2850731223028°E |           |                     | Modifica les dades a Wikidata |
|        | font dels Ferrers          | Santa Maria de Besora | font         |         | 42° 08′ 15″ N, 2° 16′ 05″ E / 42.137465639672°N,2.2679916922326°E |           |                     | Modifica les dades a Wikidata |

## masia
| imatge | Nom                   | Ubicat a              | instància de | Detalls                                  | coordenades                                                                                               | Protecció                                  | Commons (més fotos)               | Dades a WD                    |
| ------ | --------------------- | --------------------- | ------------ | ---------------------------------------- | --- | ------------------------------------------ | --------------------------------- | ----------------------------- |
|        | Arcers                | Santa Maria de Besora | masia        |                                          | 42° 06′ 20″ N, 2° 14′ 06″ E / 42.105634930677°N,2.23498526725619°E                                        |                                            |                                   | Modifica les dades a Wikidata |
|        | Beví Gros             | Santa Maria de Besora | masia        |                                          | 42° 08′ 06″ N, 2° 14′ 16″ E / 42.1351219534272°N,2.2377039419433°E                                        |                                            |                                   | Modifica les dades a Wikidata |
|        | Beví Xic              | Santa Maria de Besora | masia        |                                          | 42° 08′ 07″ N, 2° 14′ 00″ E / 42.1352194954196°N,2.23341927769295°E                                       |                                            |                                   | Modifica les dades a Wikidata |
|        | Bosquetell            | Santa Maria de Besora | masia        |                                          | 42° 06′ 07″ N, 2° 16′ 24″ E / 42.1019123419924°N,2.27333151522297°E                                       |                                            |                                   | Modifica les dades a Wikidata |
|        | Cal Gat               | Santa Maria de Besora | masia        |                                          | 42° 07′ 34″ N, 2° 16′ 45″ E / 42.1259788671739°N,2.27926307693768°E 932 msnm                              |                                            | Cal Gat (Santa Maria de Besora)   | Modifica les dades a Wikidata |
|        | Can Ferrers Nou       | Santa Maria de Besora | masia        | Estil: arquitectura popular              | 42° 08′ 06″ N, 2° 15′ 48″ E / 42.134985°N,2.263307°E                                                      | bé integrant del patrimoni cultural català |                                   | Modifica les dades a Wikidata |
|        | Can Ferrers Vell      | Santa Maria de Besora | masia        | Estil: arquitectura popular              | 42° 08′ 06″ N, 2° 15′ 55″ E / 42.134938°N,2.265192°E                                                      | bé integrant del patrimoni cultural català |                                   | Modifica les dades a Wikidata |
|        | Can Garsa             | Santa Maria de Besora | masia        |                                          | 42° 06′ 49″ N, 2° 14′ 15″ E / 42.1135952602418°N,2.2374902136332°E                                        |                                            |                                   | Modifica les dades a Wikidata |
|        | Can Quel              | Santa Maria de Besora | masia        |                                          | 42° 07′ 24″ N, 2° 15′ 19″ E / 42.1232583342137°N,2.25519469819813°E                                       |                                            |                                   | Modifica les dades a Wikidata |
|        | Can Ramonet           | Santa Maria de Besora | masia        | Estil: arquitectura popular              | 42° 07′ 38″ N, 2° 15′ 21″ E / 42.127293°N,2.255764°E                                                      | bé integrant del patrimoni cultural català |                                   | Modifica les dades a Wikidata |
|        | Clarella              | Santa Maria de Besora | masia        | Estil: arquitectura popular 18th century | 42° 07′ 20″ N, 2° 17′ 01″ E / 42.122288888889°N,2.2835083333333°E ca:Carretera de Besora a Vidrà 911 msnm | bé integrant del patrimoni cultural català | Clarella                          | Modifica les dades a Wikidata |
|        | Comerma               | Santa Maria de Besora | masia        |                                          | 42° 07′ 10″ N, 2° 17′ 44″ E / 42.119559803174°N,2.2956187932521°E 943 msnm                                |                                            | Comerma                           | Modifica les dades a Wikidata |
|        | Corones               | Santa Maria de Besora | masia        |                                          | 42° 07′ 09″ N, 2° 17′ 02″ E / 42.1191267908415°N,2.28386509190164°E                                       |                                            |                                   | Modifica les dades a Wikidata |
|        | Mas Veí               | Santa Maria de Besora | masia        |                                          | 42° 08′ 32″ N, 2° 13′ 37″ E / 42.1421207073719°N,2.22705531364707°E                                       |                                            |                                   | Modifica les dades a Wikidata |
|        | Mas de Sant Moí       | Santa Maria de Besora | masia        |                                          | 42° 08′ 02″ N, 2° 12′ 37″ E / 42.133924°N,2.210344°E 674 msnm                                             |                                            | Mas de Sant Moí                   | Modifica les dades a Wikidata |
|        | Sobre-roca            | Santa Maria de Besora | masia        |                                          | 42° 07′ 33″ N, 2° 15′ 45″ E / 42.1257185982619°N,2.26240076233289°E                                       |                                            |                                   | Modifica les dades a Wikidata |
|        | Tarnadella            | Santa Maria de Besora | masia        |                                          | 42° 07′ 00″ N, 2° 14′ 52″ E / 42.1166440888661°N,2.24774798511886°E 743 msnm                              |                                            |                                   | Modifica les dades a Wikidata |
|        | el Collet de l'Om     | Santa Maria de Besora | masia        |                                          | 42° 07′ 13″ N, 2° 17′ 24″ E / 42.1202092755614°N,2.28993790719427°E                                       |                                            |                                   | Modifica les dades a Wikidata |
|        | el Fanal              | Santa Maria de Besora | masia        |                                          | 42° 07′ 02″ N, 2° 14′ 43″ E / 42.1173576650736°N,2.24532017137162°E                                       |                                            |                                   | Modifica les dades a Wikidata |
|        | el Mir                | Santa Maria de Besora | masia        | Estil: arquitectura popular 17th century | 42° 06′ 57″ N, 2° 16′ 09″ E / 42.115892°N,2.269153°E 881 msnm                                             | bé integrant del patrimoni cultural català | El Mir (Santa Maria de Besora)    | Modifica les dades a Wikidata |
|        | el Molinot            | Santa Maria de Besora | masia        |                                          | 42° 07′ 11″ N, 2° 16′ 34″ E / 42.1196819029825°N,2.27616494430329°E                                       |                                            |                                   | Modifica les dades a Wikidata |
|        | el Noguer             | Santa Maria de Besora | masia        | Estil: arquitectura popular 18th century | 42° 07′ 16″ N, 2° 16′ 16″ E / 42.12102°N,2.271126°E ca:Ctra. de Sant Quirze a Vidrà 888 msnm              | bé integrant del patrimoni cultural català | El Noguer (Santa Maria de Besora) | Modifica les dades a Wikidata |
|        | el Pla                | Santa Maria de Besora | masia        | Estil: arquitectura popular              | 42° 07′ 35″ N, 2° 15′ 12″ E / 42.12644°N,2.253378°E                                                       | bé integrant del patrimoni cultural català |                                   | Modifica les dades a Wikidata |
|        | el Pla d'Arcers       | Santa Maria de Besora | masia        |                                          | 42° 06′ 21″ N, 2° 13′ 55″ E / 42.105708775585°N,2.232073525337°E                                          |                                            |                                   | Modifica les dades a Wikidata |
|        | el Pous               | Santa Maria de Besora | masia        |                                          | 42° 07′ 00″ N, 2° 16′ 14″ E / 42.1166825436078°N,2.27044102557544°E 886 msnm                              |                                            | El Pous (Santa Maria de Besora)   | Modifica les dades a Wikidata |
|        | el Prat               | Santa Maria de Besora | masia        | Estil: arquitectura popular              | 42° 06′ 59″ N, 2° 15′ 09″ E / 42.116262°N,2.252518°E                                                      | bé integrant del patrimoni cultural català |                                   | Modifica les dades a Wikidata |
|        | el Pujal              | Santa Maria de Besora | masia        |                                          | 42° 06′ 52″ N, 2° 14′ 06″ E / 42.1144441081919°N,2.23512125713271°E                                       |                                            |                                   | Modifica les dades a Wikidata |
|        | el Revell             | Santa Maria de Besora | masia        |                                          | 42° 07′ 09″ N, 2° 14′ 14″ E / 42.1190328448073°N,2.23714678913036°E                                       |                                            |                                   | Modifica les dades a Wikidata |
|        | el Rodal              | Santa Maria de Besora | masia        |                                          | 42° 07′ 16″ N, 2° 15′ 19″ E / 42.1211870202771°N,2.25521895739624°E 816 msnm                              |                                            |                                   | Modifica les dades a Wikidata |
|        | el Roure              | Santa Maria de Besora | masia        |                                          | 42° 07′ 35″ N, 2° 16′ 56″ E / 42.1264571190606°N,2.2822823086942°E 932 msnm                               |                                            | El Roure (Santa Maria de Besora)  | Modifica les dades a Wikidata |
|        | el Serrat             | Santa Maria de Besora | masia        | Estil: arquitectura popular 18th century | 42° 06′ 55″ N, 2° 14′ 35″ E / 42.115373°N,2.243166°E 742 msnm                                             | bé integrant del patrimoni cultural català | El Serrat (Santa Maria de Besora) | Modifica les dades a Wikidata |
|        | el Trull              | Santa Maria de Besora | masia        |                                          | 42° 07′ 07″ N, 2° 14′ 59″ E / 42.1185940952375°N,2.24982981785917°E                                       |                                            |                                   | Modifica les dades a Wikidata |
|        | el Xicoi              | Santa Maria de Besora | masia        | Estil: arquitectura popular 16th century | 42° 07′ 18″ N, 2° 17′ 32″ E / 42.121562°N,2.292311°E 963 msnm                                             | bé integrant del patrimoni cultural català | El Xicoi (Santa Maria de Besora)  | Modifica les dades a Wikidata |
|        | els Ferrers           | Santa Maria de Besora | masia        |                                          | 42° 08′ 06″ N, 2° 15′ 50″ E / 42.1351124223121°N,2.26382849760799°E                                       |                                            |                                   | Modifica les dades a Wikidata |
|        | els Maians            | Santa Maria de Besora | masia        |                                          | 42° 06′ 53″ N, 2° 16′ 18″ E / 42.1147815451128°N,2.27175714275823°E                                       |                                            |                                   | Modifica les dades a Wikidata |
|        | l'Adam                | Santa Maria de Besora | masia        |                                          | 42° 07′ 20″ N, 2° 15′ 39″ E / 42.122109525968°N,2.2609098855113°E                                         |                                            |                                   | Modifica les dades a Wikidata |
|        | l'Hostal de l'Aigua   | Santa Maria de Besora | masia        |                                          | 42° 06′ 25″ N, 2° 14′ 46″ E / 42.1069793294388°N,2.24624154555492°E                                       |                                            |                                   | Modifica les dades a Wikidata |
|        | l'Illa de la Foradada | Santa Maria de Besora | masia        |                                          | 42° 06′ 14″ N, 2° 14′ 16″ E / 42.1038070311801°N,2.23775264713717°E                                       |                                            |                                   | Modifica les dades a Wikidata |
|        | la Bauma              | Santa Maria de Besora | masia        |                                          | 42° 06′ 07″ N, 2° 14′ 08″ E / 42.1020363578537°N,2.23558485078482°E                                       |                                            |                                   | Modifica les dades a Wikidata |
|        | la Casanova           | Santa Maria de Besora | masia        |                                          | 42° 07′ 09″ N, 2° 16′ 31″ E / 42.1190553901051°N,2.27536156223491°E                                       |                                            |                                   | Modifica les dades a Wikidata |
|        | la Cogulera           | Santa Maria de Besora | masia        |                                          | 42° 06′ 14″ N, 2° 15′ 54″ E / 42.1038047518809°N,2.26501321538101°E                                       |                                            |                                   | Modifica les dades a Wikidata |
|        | la Comassa            | Santa Maria de Besora | masia        |                                          | 42° 07′ 14″ N, 2° 16′ 44″ E / 42.120492307672°N,2.27899862739536°E                                        |                                            |                                   | Modifica les dades a Wikidata |
|        | la Sala               | Santa Maria de Besora | masia        |                                          | 42° 07′ 28″ N, 2° 16′ 42″ E / 42.1243699115963°N,2.27833765327353°E                                       |                                            |                                   | Modifica les dades a Wikidata |
|        | la Vila               | Santa Maria de Besora | masia        |                                          | 42° 07′ 08″ N, 2° 14′ 55″ E / 42.1188567476754°N,2.24867748995596°E                                       |                                            |                                   | Modifica les dades a Wikidata |
|        | les Dous              | Santa Maria de Besora | masia        |                                          | 42° 07′ 19″ N, 2° 17′ 23″ E / 42.1220537390819°N,2.28963906397039°E                                       |                                            |                                   | Modifica les dades a Wikidata |
|        | les Pedregoses        | Santa Maria de Besora | masia        |                                          | 42° 07′ 08″ N, 2° 16′ 25″ E / 42.1189367666718°N,2.27369350310046°E                                       |                                            |                                   | Modifica les dades a Wikidata |

## molí d'aigua
| imatge | Nom                 | Ubicat a              | instància de | Detalls                     | coordenades                                                         | Protecció                                  | Commons (més fotos) | Dades a WD                    |
| ------ | ------------------- | --------------------- | ------------ | --------------------------- | ------------------------------------------------------------------- | ------------------------------------------ | ------------------- | ----------------------------- |
|        | Molí de Can Domènec | Santa Maria de Besora | molí d'aigua | Estil: arquitectura popular | 42° 06′ 01″ N, 2° 14′ 00″ E / 42.100352°N,2.233256°E 560 msnm       | bé integrant del patrimoni cultural català |                     | Modifica les dades a Wikidata |
|        | Molí de Clarella    | Santa Maria de Besora | molí d'aigua |                             | 42° 07′ 19″ N, 2° 16′ 47″ E / 42.1218388008181°N,2.27972132318565°E |                                            |                     | Modifica les dades a Wikidata |
|        | Molí de la Foradada | Santa Maria de Besora | molí d'aigua |                             | 42° 05′ 59″ N, 2° 14′ 01″ E / 42.0997263519519°N,2.23358088651558°E |                                            |                     | Modifica les dades a Wikidata |
|        | Molí del Mir        | Santa Maria de Besora | molí d'aigua | Estil: arquitectura popular | 42° 06′ 44″ N, 2° 16′ 29″ E / 42.1123056410846°N,2.27473689069569°E | bé integrant del patrimoni cultural català |                     | Modifica les dades a Wikidata |

## muntanya
| imatge | Nom                   | Ubicat a                     | instància de | Detalls | coordenades                                                                                         | Protecció | Commons (més fotos)     | Dades a WD                    |
| ------ | --------------------- | ---------------------------- | ------------ | ------- | --------------------------------------------------------------------------------------------------- | --------- | ----------------------- | ----------------------------- |
|        | Castell de Besora     | Santa Maria de Besora        | muntanya     |         | 42° 07′ 26″ N, 2° 15′ 04″ E / 42.123941°N,2.251122°E 1030 msnm                                      |           | Castell de Besora (cim) | Modifica les dades a Wikidata |
|        | Puig Anyívol          | Vidrà Santa Maria de Besora  | muntanya     |         | 42° 07′ 41″ N, 2° 18′ 06″ E / 42.12791667°N,2.3016475°E 1195 msnm                                   |           | Puig Anyívol            | Modifica les dades a Wikidata |
|        | Puig del Juí          | Santa Maria de Besora        | muntanya     |         | 42° 06′ 03″ N, 2° 16′ 20″ E / 42.1008°N,2.27211°E ca:Puig del Juí a la serra de Bellmunt 996.6 msnm |           |                         | Modifica les dades a Wikidata |
|        | Trona de Comerma      | Santa Maria de Besora        | muntanya     |         | 42° 06′ 35″ N, 2° 17′ 45″ E / 42.10961111°N,2.29586389°E 1071.1 msnm                                |           |                         | Modifica les dades a Wikidata |
|        | Turó Gran de Bufadors | Santa Maria de Besora Ripoll | muntanya     |         | 42° 08′ 17″ N, 2° 14′ 33″ E / 42.13802778°N,2.24238889°E 1006 msnm                                  |           | Turó Gran de Bufadors   | Modifica les dades a Wikidata |
|        | Turó del Serrat       | Santa Maria de Besora        | muntanya     |         | 42° 06′ 45″ N, 2° 14′ 36″ E / 42.1126°N,2.24347°E 702.1 msnm                                        |           |                         | Modifica les dades a Wikidata |
|        | el Rodal              | Santa Maria de Besora        | muntanya     |         | 42° 06′ 33″ N, 2° 15′ 21″ E / 42.1093026815885°N,2.25585400614418°E 683 msnm                        |           |                         | Modifica les dades a Wikidata |

## pont
| imatge | Nom               | Ubicat a              | instància de | Detalls | coordenades                                                         | Protecció | Commons (més fotos) | Dades a WD                    |
| ------ | ----------------- | --------------------- | ------------ | ------- | ------------------------------------------------------------------- | --------- | ------------------- | ----------------------------- |
|        | Pont de Fogonella | Santa Maria de Besora | pont         |         | 42° 08′ 24″ N, 2° 12′ 37″ E / 42.14001692461°N,2.210405481313°E     |           |                     | Modifica les dades a Wikidata |
|        | Pont de la Fajola | Santa Maria de Besora | pont         |         | 42° 07′ 20″ N, 2° 17′ 55″ E / 42.1221899362832°N,2.29860201471298°E |           |                     | Modifica les dades a Wikidata |

## serra
| imatge | Nom                  | Ubicat a                                    | instància de | Detalls | coordenades                                                                                        | Protecció | Commons (més fotos) | Dades a WD                    |
| ------ | -------------------- | ------------------------------------------- | ------------ | ------- | -------------------------------------------------------------------------------------------------- | --------- | ------------------- | ----------------------------- |
|        | serra de Bufadors    | Ripoll Santa Maria de Besora                | serra        |         | 42° 08′ 18″ N, 2° 14′ 25″ E / 42.1382°N,2.24022°E 1006.2 msnm                                      |           | Serra de Bufadors   | Modifica les dades a Wikidata |
|        | serra de la Cogulera | Santa Maria de Besora Sant Quirze de Besora | serra        |         | 42° 06′ 12″ N, 2° 15′ 25″ E / 42.10325°N,2.25680833°E ca:Cim de la serra de la Cogulera 916.2 msnm |           |                     | Modifica les dades a Wikidata |
|        | serrat de la Garrafa | Santa Maria de Besora                       | serra        |         | 42° 07′ 44″ N, 2° 16′ 52″ E / 42.12894444°N,2.28109167°E 1090.7 msnm                               |           |                     | Modifica les dades a Wikidata |

## Misc
| imatge | Nom                                        | Ubicat a                                  | instància de                                                                   | Detalls                                                 | coordenades                                                                                             | Protecció                                  | Commons (més fotos)                  | Dades a WD                    |
| ------ | ------------------------------------------ | ----------------------------------------- | ------------------------------------------------------------------------------ | ------------------------------------------------------- | --- | ------------------------------------------ | ------------------------------------ | ----------------------------- |
|        | Balmes dels Ferrers                        | Santa Maria de Besora                     | abric rocós                                                                    |                                                         | 42° 08′ 27″ N, 2° 16′ 20″ E / 42.1408035742708°N,2.27216090456265°E                                     |                                            |                                      | Modifica les dades a Wikidata |
|        | Granja de les Pedregoses                   | Santa Maria de Besora                     | granja                                                                         |                                                         | 42° 07′ 13″ N, 2° 16′ 22″ E / 42.1201913657614°N,2.27269928441527°E 880 msnm                            |                                            | Granja de les Pedregoses             | Modifica les dades a Wikidata |
|        | Salt del Mir                               | Santa Maria de Besora                     | salt d'aigua                                                                   |                                                         | 42° 06′ 36″ N, 2° 16′ 24″ E / 42.110131°N,2.2732°E 765 msnm                                             |                                            | Salt del Mir (Santa Maria de Besora) | Modifica les dades a Wikidata |
|        | Santa Maria de Besora                      | Santa Maria de Besora                     | entitat singular de població capital municipal ens local històric de Catalunya | 164 hab                                                 | 42° 07′ 46″ N, 2° 15′ 26″ E / 42.12937475°N,2.25726012°E 865 msnm                                       |                                            |                                      | Modifica les dades a Wikidata |
|        | Ter                                        | Ripollès Osona Selva Gironès Baix Empordà | curs d'aigua riu principal                                                     | Desemboca: mar Mediterrània Llarg: 208km Conca: 3010km² | 42° 25′ 40″ N, 2° 15′ 24″ E / 42.427778°N,2.256667°E 42° 01′ 24″ N, 3° 11′ 31″ E / 42.02347°N,3.19187°E |                                            | Ter River                            | Modifica les dades a Wikidata |
|        | cabana del Mir                             | Santa Maria de Besora                     | cabana                                                                         | Estil: arquitectura popular 17th century                | 42° 06′ 57″ N, 2° 16′ 08″ E / 42.115781°N,2.268883°E 877 msnm                                           | bé integrant del patrimoni cultural català | Cabana del Mir                       | Modifica les dades a Wikidata |
|        | casa consistorial de Santa Maria de Besora | Santa Maria de Besora                     | casa consistorial                                                              |                                                         | 42° 07′ 36″ N, 2° 15′ 30″ E / 42.126795°N,2.258259°E                                                    |                                            |                                      | Modifica les dades a Wikidata |